# Chiều cuối năm
Chiều cuối năm là một chương trình thời sự, âm nhạc, giao lưu, trải nghiệm được thực hiện bởi Ban Thời sự, Đài Truyền hình Việt Nam, phát sóng vào mỗi chiều ngày Tất niên âm lịch hằng năm trên kênh VTV1 từ năm 2007; tiếp sóng trên một số kênh sóng của VTV từ 2016–nay.

## Nội dung
Chiều cuối năm như một bữa tiệc cả về màu sắc, âm thanh với nội dung hấp dẫn, thú vị. Chương trình được thực hiện công phu, mang đậm không gian văn hóa đặc trưng các dân tộc Việt Nam, với nội dung phong phú đặc sắc, mang đến cho người xem một chương trình thực sự chất lượng trong buổi chiều cuối cùng của năm cũ. Thông qua chương trình, khán giả được biết thêm về phong tục ngày 30 Tết của các vùng miền và được thư giãn vui vẻ bởi những cuộc trò chuyện với các khách mời hoặc những tiết mục nghệ thuật ấn tượng, độc đáo.

## Chủ đề
- 2013: Không gian xuân trên Đất Tổ
- 2014: Không gian xuân trên đất Cố Đô[4]
- 2015: Sắc màu Tết Việt[5]
- 2016: Tết của hy vọng[6]
- 2017: Chuyến xe cuối năm[7][8]
- 2018: Những người Việt tài năng[9]
- 2019: Chữ Phúc[10]
- 2020: Tết kết nối
- 2021: Đất nước
- 2022: Chữ An[11][12]
- 2023: Về nhà ăn Tết
- 2024: Khát vọng
- 2025: Sức mạnh cội nguồn

## Nhà tài trợ
- Gelex (2013)
- Tôn Hoa Sen (2013–2017)
- Vietcombank (2014–2015, 2023–2024)
- Bảo hiểm PJICO (2014–2016)
- Dược phẩm Nam Hà (2014)
- Dược phẩm Nhất Nhất (2015)
- Thời trang IVY MODA (2016–2017)
- OPPO (2017–2020)
- VNPT (2020)
- BIDV (2020, 2022)
- VietinBank (2021)
- Bia Việt (Heineken Việt Nam) (2022)
- Sun Group (2022)
- Viettel (2023–2025)

## Giải thưởng
| Năm  | Giải thưởng       | Hạng mục                          | Kết quả | Nguồn  |
| ---- | ----------------- | --------------------------------- | ------- | ------ |
| 2022 | Hội báo Toàn quốc | Chương trình Truyền hình Ấn tượng | Giải A  | [ 13 ] |

## Sự việc liên quan
Vào ngày 28 tháng 1 năm 2021, Bộ Y tế thông báo có thêm hai ca mắc Covid-19 mới. Một trong số đó là nhân viên Cảng hàng không Vân Đồn, Quảng Ninh. Không lâu sau đó, trên mạng xã hội lan truyền thông tin ê-kíp của chương trình từng ghi hình ở Vân Đồn và tiếp xúc gần với vợ của BN1553. Nguồn tin này còn cho rằng các thành viên trong đoàn đã trở thành F1 của BN1553, chuẩn bị đi cách ly. Chiều cùng ngày, biên tập viên Thu Hà chính thức lên tiếng về thông tin này. Cô cho rằng đó là thông tin không chính xác. Cô cho hay
| “        | Chúng tôi thực hiện chương trình Chiều cuối năm tại sân bay Vân Đồn. Trong lúc tiếp xúc tại sân bay, ê-kíp đã luôn thực hiện quy trình phòng dịch đầy đủ, đặc biệt khi ghi hình ở khu khách quốc tế. Với chuyến bay quốc tế chúng tôi chọn ghi hình, toàn bộ hành khách đã có xét nghiệm âm tính trước khi hạ cánh tại Việt Nam, và sau đó cũng âm tính tiếp khi ở Việt Nam. Không có ca nào dương tính đến lúc này. | ” |
| — Thu Hà | |   |

Thu Hà chia sẻ thêm, ngay sau khi nhận được thông tin về ca nhiễm mới, các thành viên thuộc đoàn ghi hình ở sân bay Vân Đồn đã thực hiện tự cách ly, làm việc tại nhà.
| “        | Khi thông tin thất thiệt được chia sẻ trên mạng, chúng tôi phải lên tiếng để mọi người không hoang mang. Tôi và các thành viên khác trong đoàn không phải F1. Nhưng để đảm bảo an toàn, ngày mai, chúng tôi sẽ được xét nghiệm. Càng những lúc như thế này, tôi nghĩ chúng ta càng phải bình tĩnh để tiếp nhận thông tin đúng. | ” |
| — Thu Hà | |   |